# Листки Ундольского

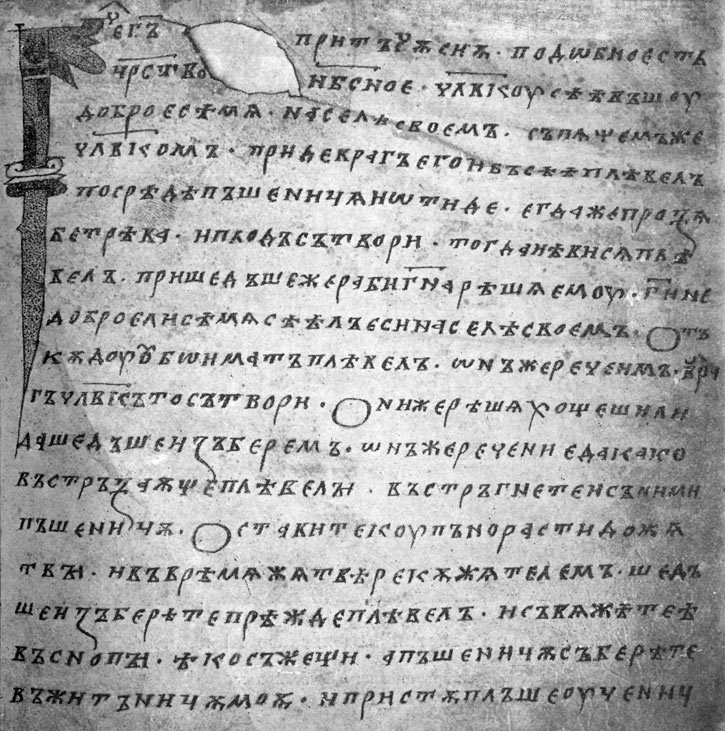

Листки Ундольского — памятник старославянского языка, два пергаментных листка, написанные кириллицей и содержащие отрывок евангелия-апракоса. Датируются XI веком. Названы по имени первого их владельца — В. М. Ундольского; после его смерти поступили в Румянцевский музей — ныне Российская государственная библиотека в Москве, хранятся в «фонде Ундольского» под шифром № 961.
Впервые изданы И. И. Срезневским в «Древних славянских памятниках юсового письма» (Спб., 1868); позже Е. Ф. Карским (Спб., 1904; переиздано в его сборнике «Труды по белорусскому и другим славянским языкам», М., 1962) и А. Минчевой («Старобългарски кирилски откъслеци», София, 1978).